# 柄薹草
柄薹草（学名：Carex mollissima）是莎草科薹草属的植物。分布于朝鲜、俄罗斯以及中国大陆的内蒙古大兴安岭地区、黑龙江等地，生长于海拔600米至700米的地区，常生长在沼泽地，目前尚未由人工引种栽培。